# أجلونيما سديمية
أجلونيما سديمية (الاسم العلمي:Aglaonema nebulosum) هي نوع من النباتات يتبع جنس الأجلونيما من الفصيلة اللوفية.